# بني خالد (مغاغة)
قرية بني خالد  هي إحدي القرى التابعة لمركز مغاغة بمحافظة المنيا في جمهورية مصر العربية.

## التاريخ
قرية بني خالد من القرى القديمة، أصلها من توابع ناحية القايات، ثم فُصلت عنها في التربيع العثماني.